# Budapestszkaja ulica (Szentpétervár)
A Budapestszkaja ulica  (oroszul: Будапе́штская улица) az oroszországi Szentpétervár Frunze kerületének egyik főútvonala. A történelmi Kupcsinót köti össze Szentpétervár belvárosával. Több mint 6 kilométer hosszú.
A kétszer két sávos útvonal Magyarország fővárosának nevét 1964. január 14-én kapta.
A Budapestszkaja ulicában a szentpétervári metró Moszkovszko-Petrogradszkaja vonalának 4 állomása található: Kupcsino, Volkovszkaja, Elektroszila és Moszkovszkaja.
2010. december 9-én a Budapestszkaja ulica 40. szám alatti épületben a távfűtési rendszerben történt csőtörés három áldozatot követelt.